# Quandre Diggs
Pour les articles homonymes, voir Diggs (homonymie).
(en) Statistiques sur pro-football-reference
Quandre Diggs, né le 22 janvier 1993 à Angleton, est un sportif professionnel américain de football américain jouant au poste de safety dans la National Football League (NFL) depuis 2015, actuellement chez les Titans du Tennessee.
Sélectionné lors du 6e tour de la draft 2015 par la franchise des Lions de Détroit, il y joue cinq saisons avant d'être échangé en 2019 aux Seahawks de Seattle et de rejoindre en 2014 les Titans.
Au niveau universitaire, il a joué pour les Longhorns de l'Université du Texas à Austin dans la NCAA Division I FBS entre 2011 et 2014.

## Biographie

### Jeunesse
Diggs étudie au lycée Angleton (en) où il pratique le football américain au sein de leur équipe des Wildcats. Il occupe les postes de cornerback et de safety et occasionnellement celui de quarterback. meilleur cornerback de la classe 2011 du pays, il est considéré comme une potentielle recrue quatre étoiles par ESPN.com.

### Carrière universitaire
Diggs joue quatre saisons pour les Longhorns de l'université du Texas à Austin sous les ordres des entraîneurs principaux Mack Brown (en) (2011–2013) et Charlie Strong (en) (2014).
IL est titulaire lors de 49 matchs sur les 52 qu'il a disputés. Il est désigné meilleur joueur défensif freshman de la saison 2011 en conférence Big 12, est sélectionné dans la deuxième équipe 2011 et reçoit une mention honorable en 2013 de cette conférence. Avec 11 interceptions et passes déviées en carrière universitaire, il se classe 9e à égalité de l'histoire de son université pour ces statistiques.

### Carrière professionnelle

#### Draft
Au terme du NFL Scouting Combine et du processus d'avant draft, la majorité des experts et scouts de la NFL estiment que Diggs sera sélectionné lors du 7e tour de la draft 2015. Il est classé 10e cornerback par Bleacher Report, 21e par WalterFootball.com et 30e par DraftScout.com,,.
Finalement, Diggs est sélectionné en 200e rang lors du 6e tour de la draft par la franchise des Lions de Détroit. Il est le 26e cornerback à y avoir été choisi.

#### Lions de Détroit
Le 7 mai 2015, les Lions signent Diggs pour une durée de quatre ans et un montant de 2,39 millions de dollars incluant la prime à la signature de 115 352 dollars.

##### 2015
Pour débuter la saison, l'entraîneur principal Jim Caldwell désigne Diggs premier remplaçant au poste de nickelback derrière Nevin Lawson (en). Il fait ses débuts professionnel chez les Lions et effectue deux plaquages en solo (défaite 28-33) le premier étant effectué sur Keenan Allen dans le quatrième quart temps. Le 23 octobre 2015, Diggs est désigné pour la première fois titulaire et réalise quatre plaquages lors de la défaite 19 à 28 chez les Vikings en 7e semaine. La match suivant, il est titulaire au poste de nickelback, Nevin Lawson (en) ayant été déplacé au poste d'outside cornerback à la suite de la blessure (commotion) subie par Rashean Mathis (en) la semaine précédente. Il réalise la meilleure performance de sa saison rookie le 22 novembre 2015, avec six plaquages et une passe déviée lors de la victoire 18 à 13 contre les Raiders en 11e semaine.
Il termine 2015 avec un bilan de 38 plaquages dont 31 en solo et six passes déviées en 16 matchs dont quatre joués en tant que titulaire.

##### 2016
Diggs est désigné par le coordinateur défensif Teryl Austin (en) titulaire au poste de nickelback et 3e cornerback derrière Darius Slay et Nevin Lawson (en).
En 6e semaine, il effectue pour la troisième fois consécutivement, cinq plaquages en solo. Le 24 novembre 2016, Diggs en réussit six lors de la victoire 16 à 13 contre les Vikings en 12e semaine. Il est placé sur la liste des réserviste le 6 décembre 2016 à la suite d'une blessure pectorale encourue en 13e semaine contre les Saints. Il termine la saison 2016 avec 44 plaquages dont 40 en solo et une passe déviée en 12 matchs joués dont 4 en tant que titulaire.

##### 2017
Pour débuter la saison, l'entraîneur principal Jim Caldwell désigne Diggs titulaire pour le poste de nickelback et le considère 5e des cornerbacks de son équipe après Darius Slay, Nevin Lawson (en), Teez Tabor (en) et D. J. Hayden.
Diggs réussit trois passes déviées (record de sa saison) et trois plaquages en solo lors du premier match contre les Cardinals (victoire 35-23). Le 3 décembre 2017, Diggs est titulaire pour la première fois de sa carrière au poste de strong safety et y enregistre cinq plaquages en solo et une passe déviée contre les Ravens en 13e semaine (défaite 20 à 44). Cette titularisation par le coordinateur défensif Teryl Austin (en), faisant suite à la blessure à l'épaule de Tavon Wilson (en) survenue le match précédent, avait été une surprise, le remplaçant supposé étant Miles Killebrew (en)
Diggs totalise sept plaquages, une passe déviée et une interception (sur le quarterback Jameis Winston) à l'occasion de la victoire 24 à 21 contre les Buccaneers en 14e semaine. Il obtient une troisième titularisation consécutive au poste de safety lors de la victoire 20 à 10 contre les Bears en 15e semaine y totalisant trois plaquages en solo, deux passes déviées une interception et un sack. Ce premier sack en carrière est effectué sur le quarterback Mitchell Trubisky au cours du deuxième quart temps. Le 24 décembre, il réussit quatre plaquages, une passe déviée et une interception (sur le quarterback Andy Dalton) lors de la défaite 17 à 26 contre les Bengals.
Il termine la saison 2017 avec un record en carrière de 55 plaquages dont 45 en solo, neuf passes déviées, trois interceptions et un sack en 16 matchs dont 11 en tant que titulaire.

##### 2018
Le 3 septembre 2018, Diggs signe une extension de contrat de trois ans pour un montant de 20,4 millions de dollars avec les Lions.
Le 10 septembre, lors du match contre les Jets à l'occasion du Monday Night Football, Diggs intercepte la première tentative de passe en carrière du quarterback Sam Darnold qu'il retourne sur 37 yards en touchdown.

#### Seahawks de Seattle

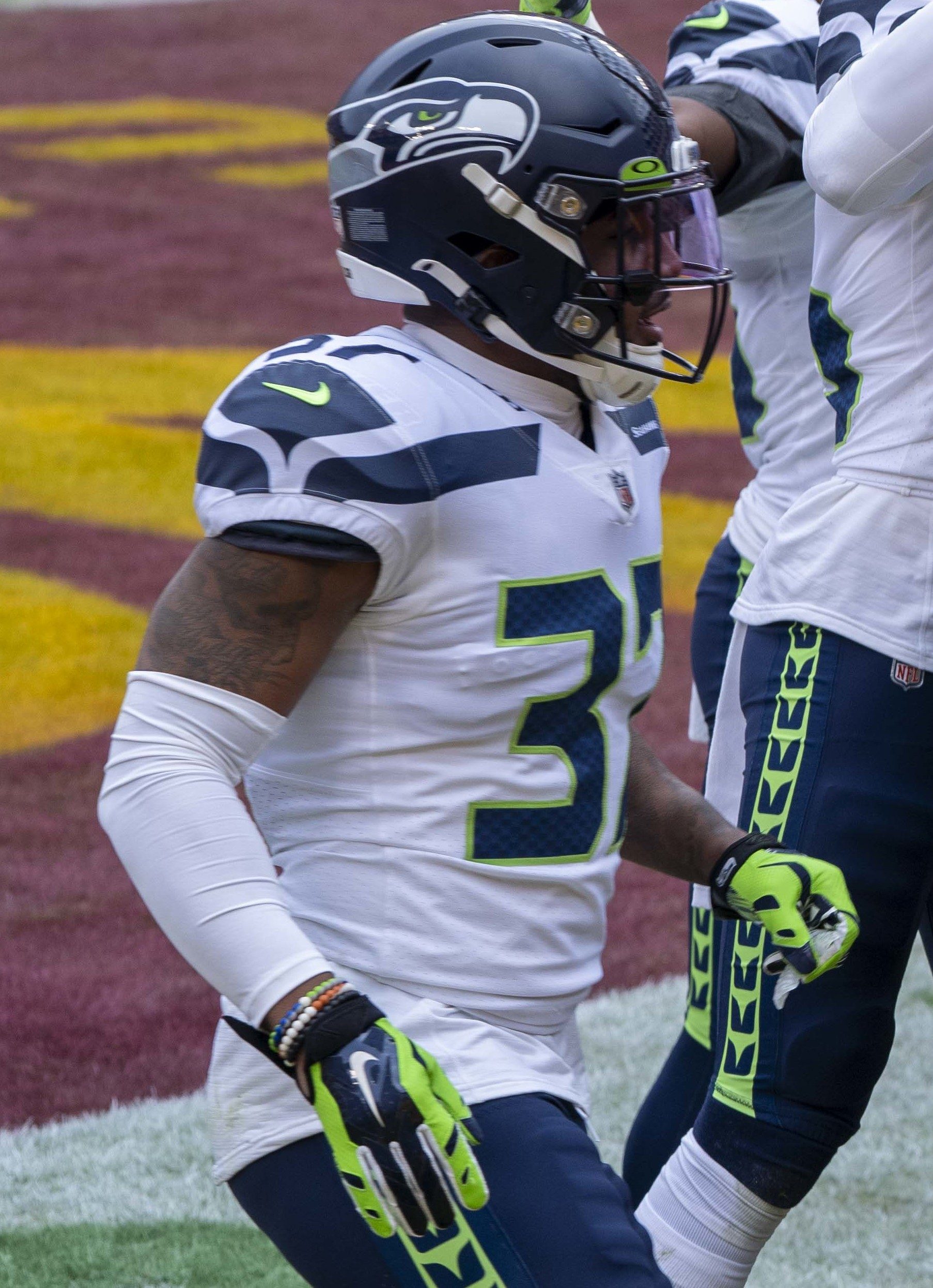
Diggs avec les Seahawks en 2020.

Le 22 octobre 2019, Diggs est échangé avec un choix de 7e tour aux Seahawks de Seattle contre un choix de 5e tour de la draft 2020.
Diggs fait ses débuts pour les Seahawks en 10e emaine lors du Monday Night Football et la victoire en prolongation 27 à 24 contre les 49ers, en réussissant une interception sur une passe du quarterback Jimmy Garoppolo qu'il retourne sur 44 yards.
Lors de la victoire 17 à 9 contre les Eagles en 12e semaine, Diggs force et recouvre un fumble du tight end Dallas Goedert.
Deux semaines plus tard, il réussit deux interceptions sur le quarterback Jared Goff des Rams dont une qu'il retourne sur 55 yards en touchdown (défaite 12 à 28).
Il est sélectionné en tant qu'alternative pour les Pro Bowl le 17 janvier 2020.
En 2e semaine de la saison 2020, Diggs est éjecté du match joué contre les Patriots après avoir initié un choc casque contre casque sur le wide receiver N'Keal Harry. Le 21 décembre 2020, il est sélectionné en tant que titulaire au poste de safety pour participer au Pro Bowl 2021. En 165e semaine contre les Rams, Diggs réussit la 5e interception de sa saison sur une passe du quarterback Jared Goff. Il est classé par ses pairs 77e meilleur joueur du Top 100 de la NFL en fin de saison.
À la suite des nouvelles règles NFL concernant la numérotation des maillots, le 17 mai 2021, Diggs annonce qu'il portera désormais le no 6 en lieu et place du 37.
Lors du match de la 18e semaine 2021 contre les Cardinals, Diggs encourt une luxation de la cheville et une fracture du péroné droit,. Fin de saison, il est classé par ses pairs 72e joueur du Top 100 de la NFL.
Le 14 mars 2022, Diggs signe une extension de contrat de trois ans pour un montant de 40 millions de dollars avec les Seahawks. Lors du match en 18e semaine contre les Rams, il effectue quatre plaquages. Lors de la prolongation, il réussit une interception qui permet d'inscrire le field goal victorieux (19-16) ce qui lui vaut d'être désigné meilleur joueur défensif NFC de la semaine
Le 5 mars 2024, Diggs est libéré par les Seahawks.

#### Titans du Tennessee
Le 6 août 2024, Diggs signe chez les Titans du Tennessee.

## Statistiques

### NCAA
| Année       | Équipe             | Statut      | MJ |       | Plaquages | Plaquages | Plaquages | Plaquages |       | Interceptions | Interceptions | Interceptions | Interceptions |  | Fumbles | Fumbles |
| Année       | Équipe             | Statut      | MJ | Total | Seul      | Ast.      | Sacks     | Nb.       | Yards | Déf.          | TD            | Nb.           | Rec.          |  |         |         |
| 2011        | Longhorns du Texas | Fr.         | 13 | 48    | 32        | 16        | 0,0       | 4         | 0     | 13            | 0             | 1             | 0             |  |         |         |
| 2012        | Longhorns du Texas | So.         | 13 | 52    | 38        | 14        | 1,0       | 4         | 14    | 0             | 0             | 0             | 0             |  |         |         |
| 2013        | Longhorns du Texas | Jr.         | 13 | 53    | 34        | 19        | 2,5       | 0         | 0     | 09            | 0             | 1             | 1             |  |         |         |
| 2014        | Longhorns du Texas | Sr.         | 13 | 65    | 49        | 16        | 2,0       | 3         | 14    | 05            | 0             | 1             | 0             |  |         |         |
| Totaux NCAA | Totaux NCAA        | Totaux NCAA | 52 | 218   | 153       | 65        | 5,5       | 11        | 28    | 27            | 0             | 3             | 1             |  |         |         |

### NFL Scouting Combine
| Taille               | Poids          | Bras            | Main           | Sprint   | Sprint   | Sprint   | Shuttle 20 yards | 3 cones drill | Détente         | Détente             | Développé couché | Test Wonderlic |
| Taille               | Poids          | Bras            | Main           | 40 yards | 10 yards | 20 yards | Shuttle 20 yards | 3 cones drill | verticale       | horizontale         | Développé couché | Test Wonderlic |
| 1,76 m (5 ft 9 ⅛ in) | 89 kg (196 lb) | 75 cm (29 ⅝ in) | 24 cm (9 ⅝ in) | 4,56 s   | 1,65 s   | 2,70 s   | 4,15 s           | 7,22 s        | 90 cm (35,5 in) | 3,02 m (9 ft 11 in) | 17 reps          | -              |

### NFL
| Année      | Équipe              | MJ  |                 | Plaquages       | Plaquages       | Plaquages       | Plaquages       |                 | Interceptions   | Interceptions   | Interceptions | Interceptions |  | Fumbles | Fumbles |
| Année      | Équipe              | MJ  | Total           | Seul            | Ast.            | Sacks           | Nb.             | Yards           | Déf.            | TD              | Nb.           | Rec.          |  |         |         |
| 2015       | Lions de Détroit    | 16  | 38              | 31              | 07              | 0,0             | 0               | 0               | 06              | 0               | 1             | 1             |  |         |         |
| 2015       | Lions de Détroit    | 12  | 44              | 40              | 04              | 0,0             | 0               | 0               | 01              | 0               | 1             | 0             |  |         |         |
| 2015       | Lions de Détroit    | 16  | 55              | 45              | 10              | 1,0             | 3               | 28              | 09              | 0               | 1             | 0             |  |         |         |
| 2015       | Lions de Détroit    | 16  | 78              | 64              | 14              | 0,0             | 3               | 41              | 08              | 1               | 0             | 0             |  |         |         |
| 2015       | Lions de Détroit    | 05  | 20              | 17              | 03              | 0,0             | 0               | 0               | 0               | 0               | 0             | 0             |  |         |         |
| 2015       | Seahawks de Seattle | 05  | 21              | 10              | 11              | 0,0             | 3               | 99              | 03              | 1               | 1             | 1             |  |         |         |
| 2020       | Seahawks de Seattle | 16  | 64              | 42              | 22              | 0,0             | 5               | 57              | 10              | 0               | 0             | 0             |  |         |         |
| 2021       | Seahawks de Seattle | 17  | 94              | 66              | 28              | 0,0             | 5               | 68              | 07              | 0               | 0             | 0             |  |         |         |
| 2022       | Seahawks de Seattle | 17  | 71              | 50              | 21              | 0,0             | 4               | 70              | 07              | 0               | 1             | 0             |  |         |         |
| 2023       | Seahawks de Seattle | 17  | 95              | 63              | 32              | 0,0             | 1               | 21              | 05              | 0               | 0             | 0             |  |         |         |
| 2024       | Titans du Tennessee | ?   | Saison en cours | Saison en cours | Saison en cours | Saison en cours | Saison en cours | Saison en cours | Saison en cours | Saison en cours | ?             | ?             |  |         |         |
| Totaux NFL | Totaux NFL          | 137 | 580             | 428             | 152             | 1,0             | 24              | 384             | 56              | 2               | 5             | 2             |  |         |         |

| Année      | Équipe              | MJ |       | Plaquages | Plaquages | Plaquages | Plaquages |       | Interceptions | Interceptions | Interceptions | Interceptions |  | Fumbles | Fumbles |
| Année      | Équipe              | MJ | Total | Seul      | Ast.      | Sacks     | Nb.       | Yards | Déf.          | TD            | Nb.           | Rec.          |  |         |         |
| 2019       | Seahawks de Seattle | 2  | 8     | 6         | 2         | 0,0       | 0         | 0     | 0             | 0             | 0             | 0             |  |         |         |
| 2020       | Seahawks de Seattle | 1  | 5     | 4         | 1         | 0,0       | 0         | 0     | 0             | 0             | 0             | 0             |  |         |         |
| 2022       | Seahawks de Seattle | 1  | 5     | 3         | 2         | 0,0       | 0         | 0     | 0             | 0             | 0             | 0             |  |         |         |
| Totaux NFL | Totaux NFL          | 4  | 18    | 13        | 5         | 0,0       | 0         | 0     | 0             | 0             | 0             | 0             |  |         |         |

## Vie privée
Diggs est le plus jeune demi-frère de Quentin Jammer (en), ancien defensive back des Longhorns du Texas, des Chargers de San Diego et des Broncos de Denver.